# 福田彦助

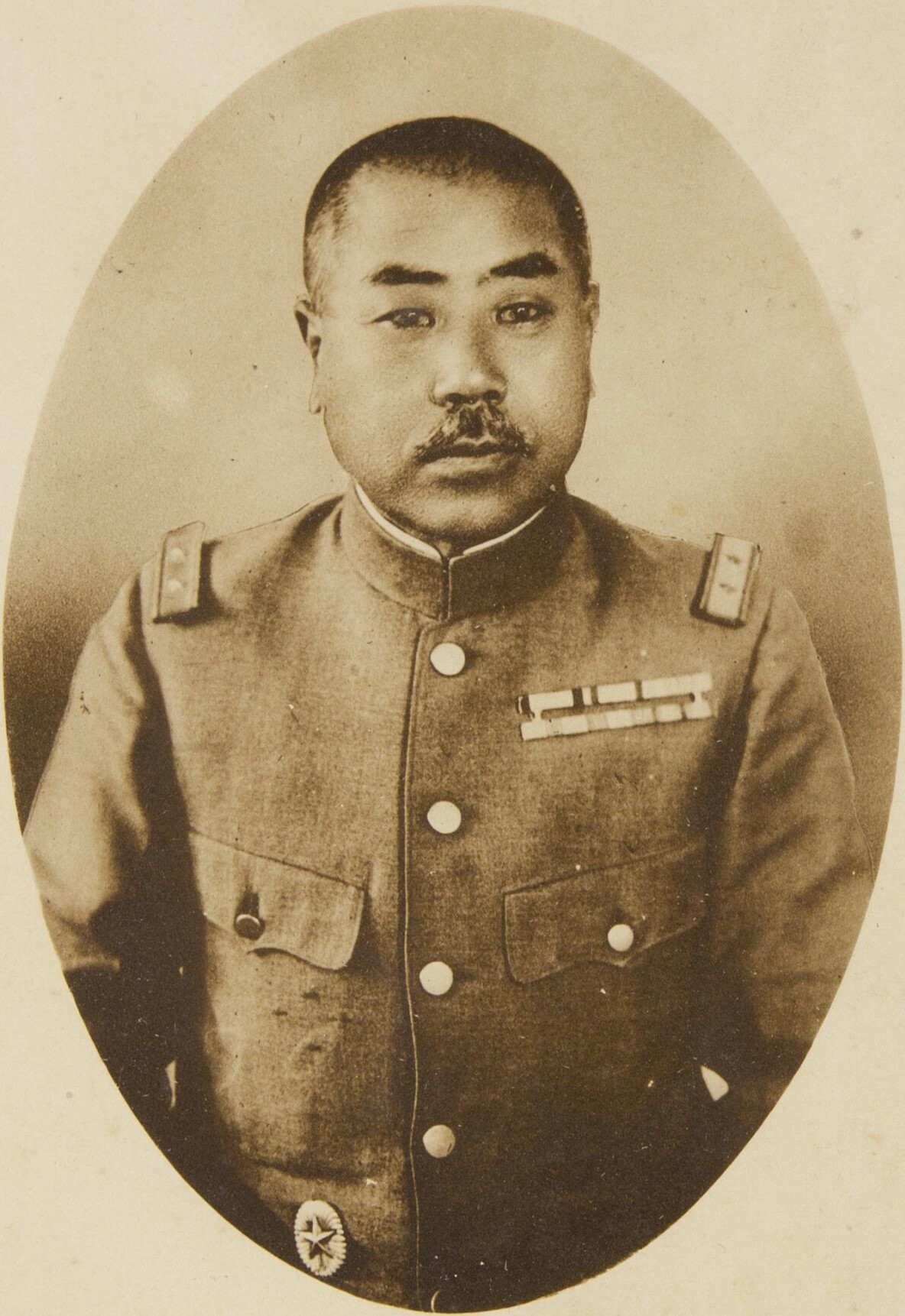
福田彦助

福田彦助（日语：福田 彦助/ふくだ ひこすけ，1875年11月5日—1959年7月30日），日本陆军中将，曾任第六师团師團长，五三慘案的制造者。1929年（昭和4年）8月，福田彦助編入預備役。

## 生平
福田彦助出生于山口县，是福田善助的长子。 1896年5月（明治29年），就读成城学校、陆军儿童学校后，毕业于陆军士官学校（七期）。 次年1月，被任命为少尉，隶属于步兵第1团。 1902年11月，从陸軍大学校（第16班）毕业，分配到步兵第18团。
1903年（明治36年）12月，任朝鲜驻军副官，外出时任近卫师参谋，外出时任第3师参谋，驻地第2师参谋，附历任总参谋部参谋、兵部人事局参谋、总参谋部参谋，驻海参崴后历任总参谋部委员、军事顾问副官（附） 。
1908年12月，晋升步兵少校。1910年（明治43年）6月驻扎敖德萨，任驻俄罗斯大使馆武官助理兼步兵第37团营长。1913年2月（大正2年）升任陆军中将。步兵中校，加入步兵第十八团，隶属一个团。 1914年8月，他被任命为若松团区司令，1915年10月起，他在俄罗斯军队中担任第一次世界大战的观战武官。 1916年8月，晋升为步兵上校。 1917年1月，任步兵第60团团长。 当日軍被派往西伯利亚时，他被分配到总参谋部（在鄂木斯克）和浦盐派遣军总部，并参与双城子的情报收集活动。
1920年8月晋升少将，兼任步兵第6旅旅长。 担任第15师团司令部武官后，于1925年5月（大正14年）晋升中将，并被任命为下关要塞司令。 1926年3月，任第六師團師團长，1928年4月至9月被派参加山东远征，一手製造了五三慘案。 1929年8月，调入预备役。
整個中日戰爭及第二次世界大戰中均屬預備役，1959年（昭和34年）7月30日死去。

## 榮譽
位階
- 1925年（大正14年）6月1日 - 從四位
- 1929年（昭和4年）9月30日 - 從三位[4]

勲章等
- 1922年（大正11年）11月1日 - 旭日重光章[5]
- 1929年（昭和4年）8月1日 - 勲一等瑞宝章[6]